# Мува (ТВ филм из 1971)
„Мува” је југословенски и македонски ТВ филм из 1971. године. Режирао га је Љубиша Георгијевски а сценарио је написао Петар Костов.

## Улоге
| Глумац            | Улога |
| ----------------- | ----- |
| Аце Ђорчев        |       |
| Милица Стојанова  |       |
| Петар Стојковски  |       |
| Љубиша Трајковски |       |